# میلاجرد
میلاجرد شهری است در شهرستان کمیجان استان مرکزی است. این شهر در ۲۰ کیلومتری جنوب کمیجان قراردارد.

## نامگذاری
حسن بن محمد قمی در کتاب تاریخ قم می‌نویسد: «میلاذبن جرجین (میلاد گرگین) آن موضع را بنا کرده است و آنچنان بوده است که میلاد بدان موضع فرود آمده است.» این شهر را «میلادگِرد» نام نهادند که ترکیبی از دو کلمه «میلاد» و «گِرد» است. میلاد نام یکی از پهلوانان ایرانی است و او را پدر گرگین می‌دانند. این عنوان به مرور زمان به میلاجرد تغییر پیدا کرده است.

## تاریخچه
طبق مطالعات انجام شده بر روی تپه‌های باستانی قلعه تپه میلاجرد تاریخچه این شهر به ۶۰۰ سال قبل از میلاد مسیح بر می‌گردد.
قلعه تپه میلا جرد مربوط به دوران‌های تاریخی پس از اسلام است و در میلاجرد، غرب شهر واقع شده و این اثر در تاریخ ۱۹ مرداد ۱۳۸۴ با شمارهٔ ثبت ۱۲۸۴۴ به‌عنوان یکی از آثار ملی ایران به ثبت رسیده است.

## تاریخچه تکمیلی به استناد کتابهای تاریخی
میلادگرد از لحاظ لغوی: میلاگرد از دو واژهٔ میلاد + گرد تشکیل شده گرد یعنی آبادی و میلادگرد یعنی جایی که میلاد بنا کرد، میلاد نام یکی ازپهلوانان ایران است که چون کیکاووس به مازندران رفت ایران را به او سپرد و پسرش گرگین نیز از پهلوانان است. آقای دکتر پرویز ازکایی در کتاب «از درگزین تا کاشان» چنین می‌نگارد.
که پساوند کِرد، گِرد، جِرد، غالباً در گویشهای مادی و پهلوی جبالی تداول داشته مانند دارابگرد، دستجرد و …
میلاجرد یکی از قدیمی‌ترین شهرهای مرکزی ایران است که یکی از سرداران ایرانی به نام میلادگرد آن را بنا نهاد، تاریخ قم بنای این شهر را به «میلادگرگین» نسبت داده و آنگونه که برمی آید شهری بوده است بین اصفهان و همدان و ساوه که با این شهرها برابری می‌کرده.
صاحب کتاب «تاریخ قم» می‌فرماید: بانی آن میلادگرگین این شهر را به امر کیخسرو بنا نهاد.
 تاریخ قم صفخه ۵۷ و صفحه ۸۵–۸۴

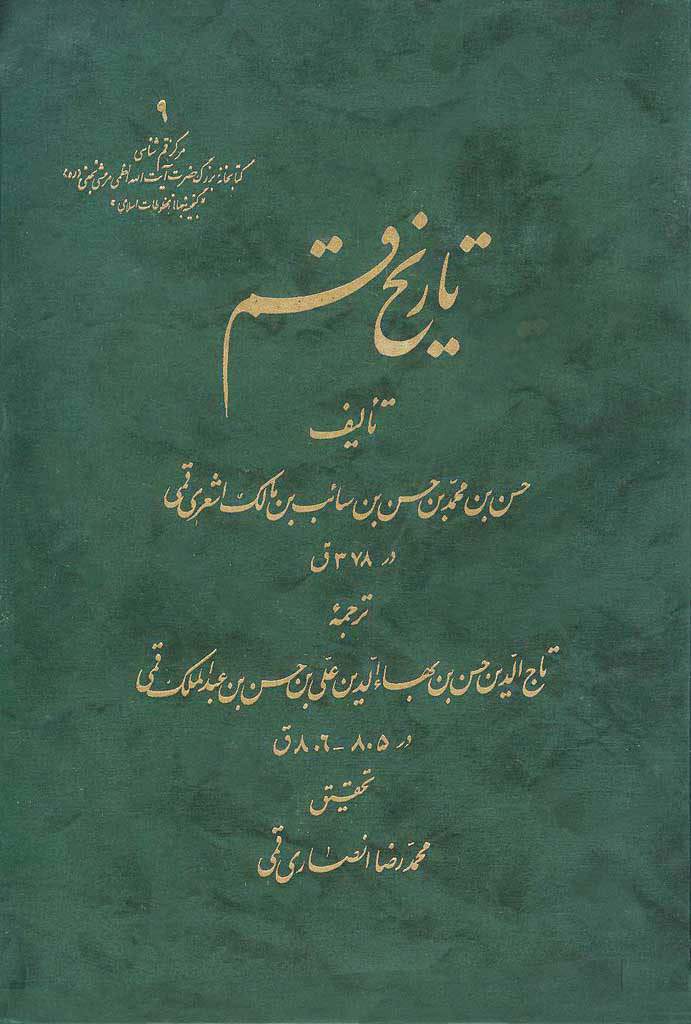
کتاب تاریخ قم

گویند چون کیخسرو به همدان فرود آمد غیر از همدان و ری شهری ندید پس ساوه و میلاجرد را بنا کرد.
```
در شمارش رستاقهای اصفهان گوید: مراد از رستاق شهر ساوه نیست که از کوره همدان است، بلکه غیر آن است و الیوم شهریست که آن را میلاجرد می‌خوانند.
```

صاحب کتاب «تاریخ قم» تاریخ بنای این شهر را اینگونه بیان می‌کند:
میلاد بن جرجین «میلادگرگین» میلاجرد را بنا کرده و آنچنان بود که: میلاد به آن موضع فرود آمد و در آن وقت رودخانه ای بوده است، کیخسرو از او پرسید کجا فرود آمدی؟ او به زبان پهلوی گفت: به لایی فرود آمدم، یعنی به رودخانه ای وجای سیل فرود آمدم. پس کیخسرو او را گفت که اینجا شهری بنا کن. میلاد آن را بنا کرد و به نام خود نهاد.
میلادگرد بعدها به صورت میلاگرد با حذف دال میلاد و تبدیل «گاف» فارسی به «جیم» عربی تلفظ و در مکاتبات وارد شده است.
جناب حمدالله مستوفی مورخ قرن هفتم در کتاب «نزهة القلوب» صفحه ۷۲ از میلاجرد نامی برده و آن را از قراء معظم ناحیت سوم همدان شمرده است. نزهته القلوب صفحهٔ ۷۲
- صاحب فرهنگ معین گوید :

این شهر تاریخی در هجوم مغول و فتنه افغان مورد تاخت و تاز و تخریب قرار گرفته و مجدداً بازسازی شده است، خرابه‌های آبادی قدیم و آثار برج و بارو و علائم خندق اطراف آن هنوز باقیست. فرهنگ معین جلد ۱ صفحهٔ ۲۰۷۷

تصویر فرهنگ فارسی معین

این تپه از آثار باستانی با عظمت منطقه به‌شمار می‌رود و در هیچ نقطه ای از منطقه چنین تپهٔ بزرگی دیده نشده و هرگاه قسمتی از این محل حفاری شده آثاری از جمله سفالهای شکسته و سکه‌های قدیمی یافت شده است.
در سال ۱۳۸۲ هجری شمسی با اعزام اکیپی پژوهشی از طرف میراث فرهنگی استان مرکزی در اطراف این تپه به گمانه زنی و تحقیق پرداخته و نتیجتاً به سه هزار سال پیش نسبت داده شده است و همچنین در این حفاری یک سیستم سفالی آب و فاضلاب نیز کشف شد.
از دیگر آثار باستانی شهر میلاجرد در قسمت شرقی شهر در بین کوه ساری داغ است که در اطراف چشمه ای به نام ایدلی قرار دارد و به طوری که شایع است مسکن گبرها «آتش‌پرستها» بوده است. در خلال سالهای ۱۲۲۶ هجری قمری تا سال ۱۲۳۱ هجری قمری یوسف خان گرجی «سپهدار» بانی اراک فعلی از طرف فتحعلی شاه قاجار مأموریت می‌یابد تا در این حدود شهری را بنا کند و بدین مناسبت ابتدا در نظر می‌گیرد که میلاجرد را با داشتن سابقهٔ تاریخی و موقعیّت جغرافیایی مناسب شهر نماید لذا باغی به مساحت شش هکتار احداث می‌نماید که این باغ هم‌اکنون نیز باغی است و به باغ سپهدار معروف است و بین کشاورزان تقسیم گردیده است و انگور آن در سر تا سر استان مرکزی بی نظیر است.
سپهدار در آن زمان خیابانها و کوچه‌های میلاجرد را طبق اصول شهرسازی درآورده و میادین و خیابانهایی مستقیم احداث می‌نماید، معلوم نیست که به چه جهت از ادامه کار و اتمام این طرح منصرف گشته و با مقداری فاصله شهر اراک فعلی را که هیچ سابقه ای در گذشته نداشته را بنا می‌نماید و آن همه سابقهٔ شهر میلاجرد را نادیده می‌گیرد.
- ناصرالدّین شاه در کتاب «سفرنامهٔ عراق عجم» می‌نویسد :

```
وقتی به رودخانه شراه رسیدیم و از پل گذشتیم قریهٔ میلاجرد در سمت چپ از دور پیدا بود و می‌گفتند هزار خانوار جمعیّت دارد و ده بسیار معتبری است. سفر نامه عراق عجم صفحهٔ ۱۶۹
```

کهنسالان میلاجرد حمله روسها به میلاجرد را در دههٔ ۱۲۹۰ شمسی به خاطر دارند. در سال۱۳۱۶ هجری شمسی شهر باسابقه و تاریخی میلاجرد جزء بخش وفس قرار گرفت و لذا چندان به عمران و آبادی آن پرداخته نشد.
میلاجرد در کنار رودخانه شراه واقع است و در اطراف آن خرابه‌های زیادی واقع است که دلیل بر عظمت سابق آن است، دست هر حفاری در آنجا رفته تهی برنگشته و ار آثار گذشتگان پاره ای چیزهای ذیقیمت یافته‌اند. تاریخ اراک جلد ۱
لازم است ذکر شود بخشداری منطقه در سال ۱۳۱۶ شمسی برای بار اوّل به میلاجرد داده شد ولی بنا به عللی به وفس انتقال یافت.
در سالهای قبل شهر دارای چهار برج و دروازه ورودی بوده است طبق تقسیمات کشوری و سیاسی شهرداری و بخشداری میلاجرد متأسفانه با سالها تأخیر به ترتیب در سالهای ۱۳۷۹ و ۱۳۸۲ هجری شمسی افتتاح گردیدند.

## موقعیت جغرافیایی
میلاجرد در شمال غربی استان مرکزی و از غرب با استان همدان هم‌مرز می‌باشد؛ و در طول جغرافیایی ۴۹ درجه ۱۲ دقیقه ۰ ثانیه نیم‌کره شرقی و عرض جغرافیایی ۳۴ درجه ۳۷ دقیقه ۰

## بارندگی
میزان بارندگی سالانه بر اساس آمار چندین ساله دستگاه کلیماتولوژی میلاجرد ۲۸۰ میلی‌متر در سال می‌باشد. دمای این شهر نوسانات بسیار زیادی داشته به طوری که در تابستانها درجه هوا به ۳۵ درجه سانتیگراد و در زمستانها به صفر و زیر صفر می‌رسد و در بعضی روزهای سال یخبندان در ماه‌های دی وبهمن در این شهر حاکم می‌باشد.
توده‌های هوایی که این شهر را تحت تأثیر قرار می‌دهد بیشتر از طرف غرب وارد می‌شوند و موجب بارش نسبتاً خوبی در فصل پاییز و زمستان می‌شود.

## ناهمواری

ساریُ داغ میلاجرد